# Aydın Büyükşehir Belediye Spor Kulübü 2020-2021
Questa voce raccoglie le informazioni riguardanti l'Aydın Büyükşehir Belediye Spor Kulübü nelle competizioni ufficiali della stagione 2020-2021.

## Organigramma societario
Area direttiva
- Presidente: Polat Bora Mersin

Area tecnica
- Allenatore: Alper Hamurcu
- Allenatore in seconda: Canberk Tekmen
- Scoutman: Emirhan Özkan

## Rosa
| N° | Nome                   | Ruolo | Data di nascita   | Nazionalità sportiva |
| -- | ---------------------- | ----- | ----------------- | -------------------- |
| 1  | Anthī Vasilantōnakī    | S     | 9 aprile 1996     | Grecia               |
| 3  | Janset Erkul           | C     | 12 gennaio 1997   | Turchia              |
| 4  | Berra Eren             | C     | 20 settembre 2001 | Turchia              |
| 5  | Rachael Adams          | C     | 3 giugno 1990     | Stati Uniti          |
| 6  | Maret Grothues         | S     | 16 settembre 1988 | Paesi Bassi          |
| 7  | Emine Arıcı            | C     | 17 gennaio 1997   | Turchia              |
| 8  | Eylül Akarçeşme        | L     | 1º ottobre 1999   | Turchia              |
| 9  | Cansu Ayyıldız         | S     | 21 aprile 2000    | Turchia              |
| 10 | Ecem Alıcı             | S     | 1º gennaio 1994   | Turchia              |
| 11 | Aslıhan Kılıç          | P     | 21 aprile 1998    | Turchia              |
| 12 | Pınar Eren             | L     | 12 dicembre 1986  | Turchia              |
| 13 | Meryem Boz             | O     | 3 febbraio 1988   | Turchia              |
| 14 | Stylianī Christodoulou | P     | 19 luglio 1991    | Grecia               |
| 17 | Ezgi Dağdelenler       | S     | 3 novembre 1993   | Turchia              |
| 18 | Duygu Düzceler         | P     | 6 aprile 1990     | Turchia              |
| 19 | Hande Korkut           | C     | 28 ottobre 1990   | Turchia              |
| 20 | Pelin Özkılıçcı        | O     | 9 aprile 1999     | Turchia              |

## Statistiche

### Statistiche di squadra
| Competizione     | Punti | In casa | In casa | In casa | In trasferta | In trasferta | In trasferta | Totale | Totale | Totale |
| Competizione     | Punti | G       | V       | P       | G            | V            | P            | G      | V      | P      |
| ---------------- | ----- | ------- | ------- | ------- | ------------ | ------------ | ------------ | ------ | ------ | ------ |
| Sultanlar Ligi   | 50    | 17      | 11      | 6       | 17           | 9            | 8            | 34     | 20     | 14     |
| Coppa di Turchia | 4     | 0       | 0       | 0       | 0            | 0            | 0            | 3      | 1      | 2      |
| Totale           | -     | 17      | 11      | 6       | 17           | 9            | 8            | 37     | 21     | 16     |

G = partite giocate; V = partite vinte; P = partite perse

### Statistiche dei giocatori
| Giocatore        | Campionato | Campionato | Campionato | Campionato | Campionato | Coppa di Turchia | Coppa di Turchia | Coppa di Turchia | Coppa di Turchia | Coppa di Turchia | Totale | Totale | Totale | Totale | Totale |
| Giocatore        | P          | PT         | AV         | MV         | BV         | P                | PT               | AV               | MV               | BV               | P      | PT     | AV     | MV     | BV     |
| ---------------- | ---------- | ---------- | ---------- | ---------- | ---------- | ---------------- | ---------------- | ---------------- | ---------------- | ---------------- | ------ | ------ | ------ | ------ | ------ |
| R. Adams         | 13         | 143        | 108        | 27         | 8          | 2                | 29               | 17               | 6                | 6                | 15     | 172    | 125    | 33     | 14     |
| E. Akarçeşme     | 15         | 0          | 0          | 0          | 0          | 0                | 0                | 0                | 0                | 0                | 15     | 0      | 0      | 0      | 0      |
| E. Alıcı         | 18         | 33         | 29         | 1          | 3          | 0                | 0                | 0                | 0                | 0                | 18     | 33     | 29     | 1      | 3      |
| E. Arıcı         | 8          | 61         | 41         | 17         | 3          | -                | -                | -                | -                | -                | 8      | 61     | 41     | 17     | 3      |
| C. Ayyıldız      | 5          | 20         | 19         | 0          | 1          | 0                | 0                | 0                | 0                | 0                | 5      | 20     | 19     | 0      | 1      |
| M. Boz           | 31         | 600        | 542        | 26         | 32         | 3                | 37               | 36               | 0                | 1                | 34     | 637    | 578    | 26     | 33     |
| S. Christodoulou | 8          | 17         | 8          | 9          | 0          | -                | -                | -                | -                | -                | 8      | 17     | 8      | 9      | 0      |
| E. Dağdelenler   | 27         | 171        | 146        | 17         | 8          | 2                | 1                | 1                | 0                | 0                | 29     | 172    | 147    | 17     | 8      |
| D. Düzceler      | 2          | 1          | 0          | 0          | 1          | 2                | 1                | 1                | 0                | 0                | 4      | 2      | 1      | 0      | 1      |
| B. Eren          | 10         | 20         | 9          | 6          | 5          | 0                | 0                | 0                | 0                | 0                | 10     | 20     | 9      | 6      | 5      |
| P. Eren          | 27         | 0          | 0          | 0          | 0          | 3                | 0                | 0                | 0                | 0                | 30     | 0      | 0      | 0      | 0      |
| J. Erkul         | 27         | 165        | 76         | 74         | 15         | 3                | 8                | 1                | 5                | 2                | 30     | 173    | 77     | 79     | 17     |
| M. Grothues      | 28         | 271        | 245        | 13         | 13         | 3                | 19               | 18               | 0                | 1                | 31     | 290    | 263    | 13     | 14     |
| A. Kılıç         | 33         | 68         | 11         | 25         | 35         | 3                | 2                | 1                | 0                | 1                | 36     | 70     | 12     | 25     | 36     |
| H. Korkut        | 31         | 115        | 63         | 32         | 20         | 2                | 11               | 4                | 2                | 5                | 33     | 126    | 67     | 34     | 25     |
| P. Özkılıçcı     | 30         | 46         | 31         | 2          | 13         | 2                | 5                | 3                | 0                | 2                | 32     | 51     | 34     | 2      | 15     |
| A. Vasilantōnakī | 30         | 425        | 355        | 39         | 32         | 3                | 57               | 52               | 2                | 3                | 33     | 482    | 407    | 41     | 35     |

P = presenze; PT = punti totali; AV = attacchi vincenti; MV = muri vincenti; BV = battute vincenti